# Louis Heinrich Buddeberg

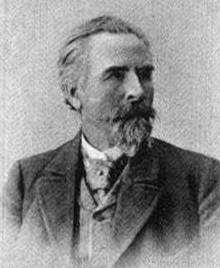
Buddeberg als Reichstagsabgeordneter, 1907

Louis Heinrich Buddeberg (* 12. Dezember 1836 in Lippstadt; † 8. März 1925 in Zittau) war Kaufmann und Mitglied des Deutschen Reichstags.

## Leben
Buddeberg besuchte das Realgymnasium in Lippstadt. Von 1852 bis Ende 1856 war er in Handelsgeschäften in Le Havre und Paris tätig. Danach betrieb er von 1861 bis 1885 ein Farbwarengeschäft en gros in Zittau. Von 1865 bis 1892 war er in städtischen Ehrenämtern aktiv, unter anderem von 1888 bis 1892 Stadtverordnetenvorsteher. Buddeberg war 1861 Mitgründer des Allgemeinen Turnvereins und erster Kommandant der 1862 gegründeten Turnerfeuerwehr.
Von 1881 bis 1898 und von 1907 bis 1912 war er Mitglied des Deutschen Reichstags für den Wahlkreis Sachsen 1 (Zittau). Er trat nacheinander für die Deutsche Fortschrittspartei (bis 1884), die Deutsche Freisinnige Partei (bis 1893) und die Freisinnige Volkspartei an. 
Die Stadt Zittau ernannte Buddeberg 1908 zu ihrem Ehrenbürger.